# Sergeant Dower muß sterben
Sergeant Dower muß sterben ist ein deutscher Fernsehfilm von 1964, der auf dem Theaterstück Shout for Life (Titel später geändert in: Sergeant Dower Must Die) von Terence Feely basiert.

## Handlung
Während des Zypernkonflikts Ende der 1950er Jahre wird der 23-jährige britische Sergeant Hugh Dower von Rebellen, die für die Unabhängigkeit Zyperns von den Briten kämpfen, gefangen genommen. Sie fordern die Freilassung eines ihrer Anführer, des von den Briten gefangen genommenen Oberst Danos. Andernfalls würden sie Dower töten. Der britische Premierminister Glencannon will sich jedoch nicht auf Verhandlungen einlassen und nimmt damit den Tod Dowers in Kauf. Seine Frau versucht ihn davon zu überzeugen, moralisch und nicht strategisch zu denken und Dower zu retten. Glencannon geht darauf aber nicht ein und bespricht mit seinem PR-Berater Roger Smart, wie man einen möglichen Tod Dowers der Bevölkerung „verkaufen“ und die getroffene Entscheidung als einzig richtige darstellen kann.
Nebenbei erfährt der Zuschauer von einer Affäre zwischen Smart und Mrs. Glencannon. Sie ist von der Entscheidung ihres Mannes im Fall Dower so entrüstet, dass sie sich nun von ihm trennen will. Er weiß von der Affäre, hat auch gar nichts dagegen einzuwenden, und versucht nur aus Karrieregründen, sie von einer Trennung abzubringen.
Die Rebellen machen Dower das Angebot, er könne sich in einer Radio-Botschaft direkt an die britische Regierung wenden. In dieser Rede bittet Dower nicht nur um die Rettung seines Lebens, er verlangt sie regelrecht. Er macht deutlich, dass sein Tod völlig sinnlos wäre, und bringt damit die britische Bevölkerung auf seine Seite, die nun für seine Freilassung auf die Straße geht. Als Glencannon bemerkt, dass sich die Stimmung gegen ihn wendet, macht er eine politische Kehrtwendung und lässt Oberst Danos frei, sodass auch Dower freikommt.
In einem persönlichen Gespräch zwischen Glencannon und Dower nach dessen Rückkehr in die Heimat eröffnet Dower, dass die Rebellen Oberst Danos nur befreien wollten, um ihn wegen Kollaboration mit dem Feind hinzurichten. Glencannon tut vor der Öffentlichkeit so, als habe er dies von Anfang an gewusst. Weil er verhindern will, dass Dower von der Bevölkerung als Held verehrt wird, lässt er die Falschinformation streuen, Dower sei Opfer einer Gehirnwäsche durch die Rebellen geworden und bei der Radioansprache nicht bei klarem Verstand gewesen.
Dowers Familie (seine Eltern, seine Schwester Sue und sein Onkel Rees) machen sich große Sorgen um ihn und verfolgen die Ereignisse durch die Zeitung und das Radio mit. Besonders der Onkel ist von den Machenschaften der Regierung enttäuscht und schimpft auf die Politiker, die den „kleinen Mann“ für ihre Zwecke einsetzen. Als Dower zu seiner Familie zurückkehren darf, setzt er sich an die Schreibmaschine, um, so darf man vermuten, seine Geschichte aufzuschreiben und sie der offiziellen Propaganda entgegenzusetzen.

## Produktion
Der Film ist eine Produktion des Bayerischen Rundfunks und wurde am 3. September 1964 zum ersten Mal ausgestrahlt.